# Степанов, Сергей Александрович (математик)
Сергей Александрович Степанов (род. 24 февраля 1941, Москва) — советский и российский математик, работающий над теорией чисел, лауреат Государственной премии СССР (1975), доктор физико-математических наук (1977), доцент (1991), профессор кафедры фундаментальной и прикладной математики Института информационных наук и технологий безопасности РГГУ, член Американского математического общества (с 2012). В работе 1969 года он использовал элементарные методы гипотезы Римана для дзета-функций гиперэлиптических кривых над конечными полями, ранее доказанных Андре Вейлем в 1940—1941 годах.

## Биография
С. А. Степанов защитил докторскую диссертацию «Элементарный метод в теории уравнений над конечными полями» в 1977 году в Математическом институте имени В. А. Стеклова РАН под руководством Дмитрия Константиновича Фаддеева. С 1987 по 2000 год работал в МИАН. В 1990-х годах преподавал в Билькентском университете в Анкаре.

## Научная работа
Степанов известен своими трудами по арифметической и алгебраической геометрии. В 1969 году он дал доказательство алгебраической теории чисел с использованием элементарных методов, впервые доказанных Андре Вейлем, с применением сложных методов; некоторые математики, которые не являлись специалистами в области алгебраической геометрии не смогли их доказать[уточнить]. В. М. Шмидт расширил методы Степанова для получения общего результата, Энрико Бомбиери удалось воспользоваться работой Степанова и Шмидта, чтобы дать существенно упрощённое элементарное доказательство Гипотезы Римана для дзета-функций кривых над конечными полями. В исследованиях Степанова также рассматриваются приложения алгебраической геометрии к теории кодирования.

## Признание
- В 1974 году был приглашён в Ванкувер на Международный конгресс математиков[8][9].
- Государственная премия СССР (1975)[4] — за цикл работ «Элементарный метод оценок сумм характеров и рациональных тригонометрических сумм с простым знаменателем» (1969—1973).
- Член Американского математического общества (с 2012).